# 恩送り
恩送り（おんおくり）とは、誰かから受けた恩を、直接その人に返すのではなく、別の人に送ること。

## 概要
「恩送」という言葉は江戸時代の文献ですでに使用されているが、その意味は「おんがえし（恩返）」と同一だとされる。
しかし、井上ひさしは「恩送り」が、誰かから受けた恩を、自分は別の人に送る。そしてその送られた人がさらに別の人に渡す。そうして「恩」が世の中をぐるぐる回ってゆくことを指しているとした。この意味での「恩送り」は、親切をしてくれた当人へ親切を返そうにも適切な方法が無い場合に第三者へと恩を「送る」。恩を返す相手が限定されず、比較的短い期間で善意を具体化することができる。
こうした用例での「恩送り」も江戸時代から存在していた。事実、『菅原伝授手習鑑』には次のような記述がある。
また、「恩送り」と意味が相当程度に重なる別の表現が古くから日本人にはしっかり定着している。「情けは人の為ならず」というものである。「情けは人の為ならず」とは「情け（=親切）は、いずれは巡り巡って（他でもない）自分に良いことが返ってくる（だから、ひとに親切にしておいた方が良い）」という意味の表現である。「恩送り」や「情けは人のためならず」といったモラル・常識は、各地の人間社会が古くから持っている良識のひとつ。
類似した考え方は、日本以外の国々、様々な国・共同体にも見られる。英語ではA kindness is never lost（親切は決して失われないので実行しよう）と表現している。ただし、現代の先進国などでは人々が、こうした良識やモラルを忘れがちになり、極端に利己的で近視眼的になる傾向があることや、それが社会的に見ると様々な害を引き起こしていることはたびたび指摘されている。
そのような状況の中、近年、英語圏では「恩送り」に相当する概念が、Pay it forward(ペイ・イット・フォーワード)の表現で再認識されるようになった。
Pay it forward or paying it forward refers to repaying the good deeds one has received by doing good things for other unrelated people.
この"Pay it forward"をテーマに小説『ペイ・フォワード 可能の王国』が書かれ、この本のアイディアをもとにペイ・イット・フォーワード財団が設立された。この財団は学校の生徒、親、教師に、このPay it forwardの考え方を広める活動をしている。
日本でも近年、「恩送り」という考え方に言及している本はいくつもある。

## 関連書
- ひまわり『恩送り』日本文学館、2011 ISBN 4776531127